# Taraxacum latens
Taraxacum latens — вид квіткових рослин з родини айстрових (Asteraceae). Вид зростає в Європі: Чехія, Данія, Німеччина, Нідерланди, Польща; інтродукований до Великої Британії; це багаторічна рослина помірних біомів.

## Середовище
Населяє сміттєзвалища, забудовані території, основи стін тощо.

## Опис
Від середнього до досить великого розміру з чітко-зеленим висхідним листям. Черешки червоні з чітко окресленими зеленими крилами. Бічні частки листя 5–8, стають коротшими та більш скупченими дистально. Кінцеві частки листа дуже різні, зовнішні дуже малі з розділеною загостреною верхівкою; внутрішні ширші, навіть тупі й поділені. Зовнішні приквітки досить вузькі, до 3,5 мм завширшки, з білою облямівкою.